# کینالفوس
کینالفوس (به انگلیسی: Quinalphos) یک ترکیب شیمیایی است. شکل ظاهری این ترکیب، مایع قهوه‌ای مایل به قرمز است.